# National Panasonic Classic 1981
National Panasonic Classic 1981 — жіночий тенісний турнір, що проходив на відкритих трав'яних кортах в Перті (Австралія). Належав до турнірів 4-ї категорії в рамках Туру WTA 1981. Турнір відбувся вдруге і тривав з 16 листопада до 22 листопада 1981 року. Третя сіяна Пем Шрайвер здобула титул в одиночному розряді й отримала за це 22 тис. доларів США.

## Фінальна частина

### Одиночний розряд
Пем Шрайвер —  Андреа Джегер 6–1, 7–6(7–4)
- Для Шрайвер це був 1-й титул в одиночному розряді за сезон і 3-й — за кар'єру.

### Парний розряд
Барбара Поттер /  Шерон Волш —  Бетсі Нагелсен /  Кенді Рейнолдс 6–4, 6–2

## Розподіл призових грошей
| Дисципліна       | П       | F       | ПФ     | ЧФ     | 1/8    | 1/16 | 1/32 |
| Одиночний розряд | $22,000 | $11,000 | $5,500 | $2,800 | $1,400 | $700 | $325 |